# Захаров, Михаил Захарович
Михаи́л Заха́рович Заха́ров (20 ноября 1926, Нурумбал, Звениговский кантон, Марийская автономная область — 11 мая 2002, там же) — марийский советский работник кинофикации. Киномеханик Звениговской районной киносети Марийской АССР (1949—1986). Заслуженный работник культуры РСФСР (1980), заслуженный работник культуры Марийской АССР (1967). Участник Великой Отечественной войны и войны с Японией. Член КПСС.

## Биография
Родился 20 ноября 1926 года в д. Нурумбал ныне Звениговского района Марий Эл.
7 ноября 1943 года призван в РККА. Участник Великой Отечественной войны и войны с Японией: матрос торпедного катера на Дальневосточном флоте, дослужился до старшины 2 статьи. Демобилизовался 17 ноября 1950 года. В 1985 году награждён орденом Отечественной войны II степени.
В 1949 году окончил курсы киномехаников в Чебоксарах. С этого же времени и до 1989 года трудился киномехаником Звениговской районной киносети Марийской АССР. Здесь обслуживал 5 сельских клубов.
В 1967 году ему присвоено почётное звание «Заслуженный работник культуры Марийской АССР», в 1980 году — звание «Заслуженный работник культуры РСФСР».
Умер на своей малой Родине 11 мая 2002 года, похоронен там же.

## Звания и награды
- Заслуженный работник культуры РСФСР (1980)[3][4]
- Заслуженный работник культуры Марийской АССР (1967)[3][4]
- Орден Отечественной войны II степени (06.04.1985)[7][8]